# Enzo Cannavale
Vincenzo "Enzo" Cannavale (Castellammare di Stabia, 5 april 1928 – Napels, 18 maart 2011) was een Italiaans acteur.

## Biografie
Enzo Cannavale was de oudste van vier broers. Hij werkte bij de post toen hij "ontdekt" werd door Eduardo De Filippo.
Hij ging aanvankelijk aan de slag in het theater als karakteracteur in blijspelen zoals Fortunato...!, Miseria e nobiltà en La festa di Montevergine.
Hij acteerde in meer dan 100 films sinds 1949, vooral in de genrecinema van de jaren zeventig en tachtig. Hij speelde vaak in een duo met Bombolo. Cannavale werd bekend bij het grote publiek door zijn rol in de Flatfoot-filmreeks met Bud Spencer.
Als erkenning voor zijn lange artistieke carrière ontving hij in 1988 het Zilveren Lint voor beste mannelijke bijrol voor zijn rol in 32 dicembre van Luciano De Crescenzo. In hetzelfde jaar speelde hij in Cinema Paradiso, de film van Giuseppe Tornatore die de hoofdprijs won op het filmfestival van Cannes in 1989 en de Oscar voor beste internationale film in 1990.
Hij overleed in 2011 op bijna 83-jarige leeftijd aan een hartaanval.

## Filmografie (selectie)
- 1961: Leoni al sole (Vittorio Caprioli)
- 1962: Le quattro giornate di Napoli (Nanni Loy)
- 1967: C'era una volta... (Francesco Rosi)
- 1972: Camorra (Pasquale Squitieri)
- 1972: Le avventure di Pinocchio (tv-miniserie)
- 1973: Piedone lo sbirro (Steno)
- 1975: La liceale (Michele Massimo Tarantini)
- 1975: Piedone a Hong Kong (Steno)
- 1976: Il soldato di ventura (Pasquale Festa Campanile)
- 1976: L’affitacamere (Mariano Laurenti)
- 1977: Napoli si ribella (Michele Massimo Tarantini)
- 1978: Piedone l’Africano (Steno)
- 1978: Squadra antimafia (Bruno Corbucci)
- 1979: Piedone d’Egitto (Steno)
- 1979: Squadra antigangsters (Bruno Corbucci)
- 1979: John travolto… da un insolito destino (Neri Parenti)
- 1980: La settimana bianca (Mariano Laurenti)
- 1981: L’amante tutta da scoprire (Giuliano Carnimeo)
- 1981: Delitto al ristorante cinese (Bruno Corbucci)
- 1982: Il sommergibile più pazzo del mondo (Mariano Laurenti)
- 1988: 32 dicembre (Luciano De Crescenzo)
- 1988: Nuovo cinema Paradiso (Giuseppe Tornatore)
- 1990: La casa del sorriso (Marco Ferreri)
- 2009: I delitti del cuoco (tv-serie)